# Vriesea blackburniana
Vriesea blackburniana là một loài thuộc chi Vriesea. Đây là loài đặc hữu của Brasil.